# Oras Tynkkynen
Oras Tynkkynen (né le 25 septembre 1977 à Jyväskylä) est un homme politique et un journaliste finlandais il est un député pour le parti de la Ligue verte à l'Eduskunta depuis le 20 juillet 2001. En dehors de ses activités politiques, Oras travaille en tant que journaliste. Il réside en ce moment dans la ville de Tampere.
Le 20 juillet 2001, Oras est élu député dans la circonscription électoral de Pirkanmaa, il est encore à ce poste en 2012. Il est alors devenu le premier député ouvertement gay de Finlande.
Il a fait ses études universitaires de sciences de l'information et de la communication à l'université de Tampere. Il a reçu le diplôme de Magistère en 2009 .